# 綠表置居計劃

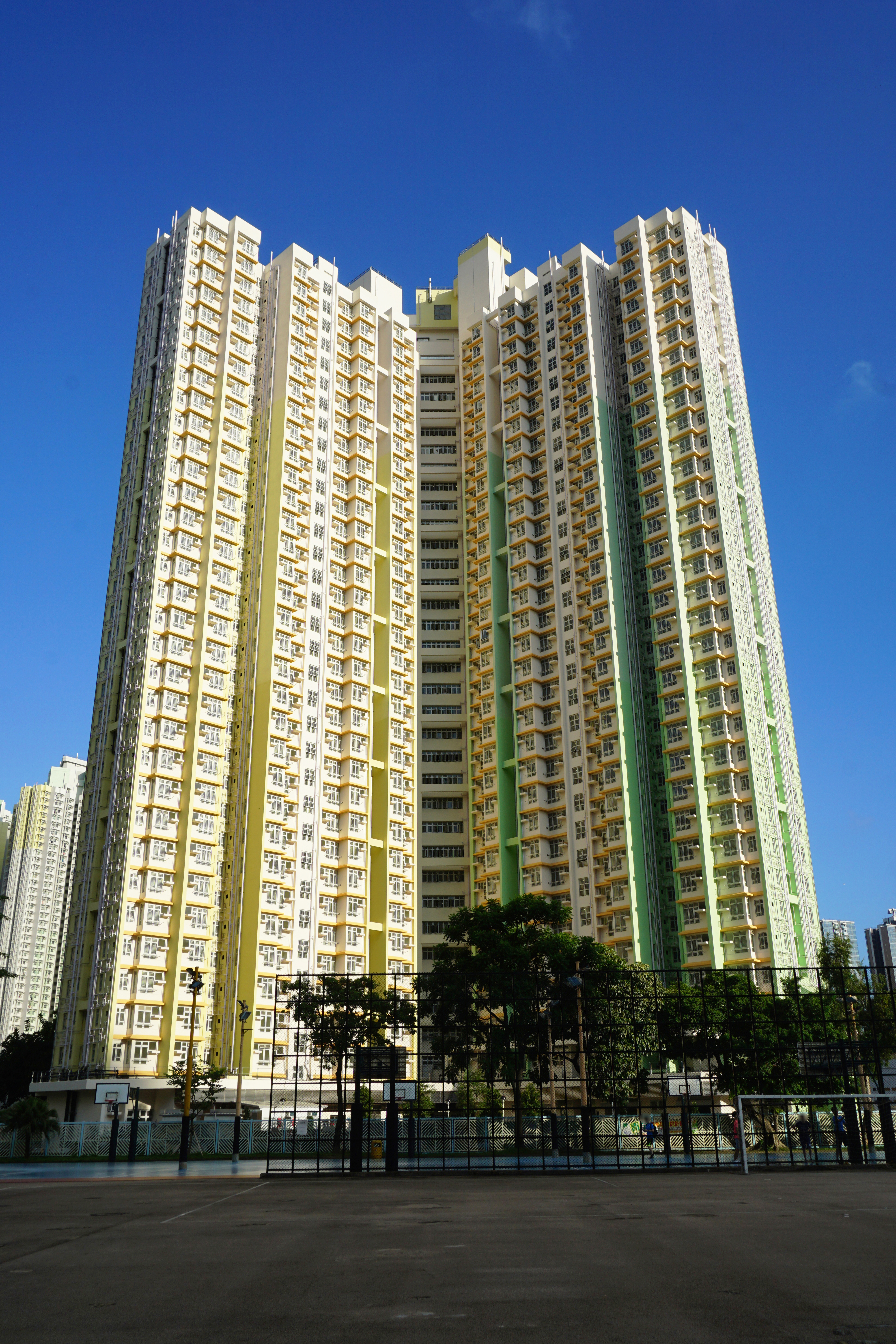
綠置居首個選址位於新蒲崗景泰苑

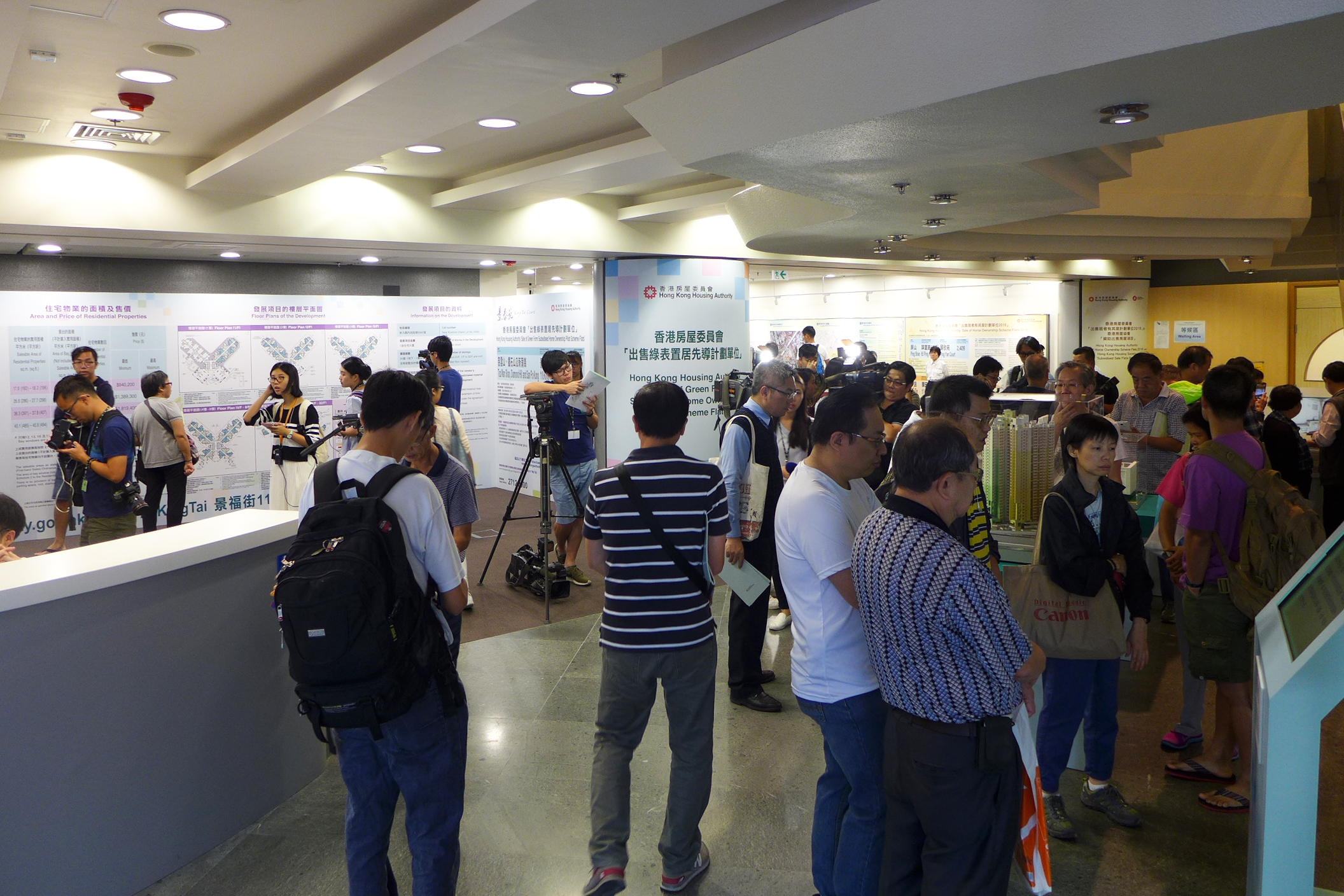
2016年10月13日，房委會首個「綠置居」項目景泰苑派發申請表，吸引大批市民到樂富客務中心參觀及領表。

綠表置居計劃（英語：Green Form Subsidised Home Ownership Scheme），簡稱綠置居（英語：GSH），是香港房屋委員會於2015年中起推出的一個資助房屋計劃。此計劃下每年會抽出指定的在建公屋項目，並出售給主要為現有出租公屋租戶及合資格「綠表」人士，單位定價比傳統居屋低廉，回應了長遠房屋策略中有關豐富資助自置居所形式的大方向，以進一步完善房屋階梯（現時一般稱此為「綠置居」計劃）。除協助「綠表」人士自置居所外，也藉此透過「一換一」騰出原有出租公屋單位給正在等候出租公屋編配的家庭。

## 歷史
類似「綠置居」的概念並非新鮮，而是可追溯至1980-90年代的居屋計劃，但直到2015年才開始成為獨立的資助房屋類別。

### 非獨立出售
為滿足出租公屋居民置業需求，加上居屋供應不足，政府在1983年8月通過將Y2型大廈改裝為居屋，並於翌年6月正式將部份本身為美林邨出租公屋的同款（美桐及美樟樓）大廈撥入居屋第六期甲出售（即美城苑逸城及暉城閣）。該等大廈主要出售予出租公屋居民（即「綠表人士」；若未獲足額認購，才會售予白表申請人），是「綠置居」概念的最早源頭，但其他轉售限制與一般居屋無異。及後，由於反應熱烈，政府其後再推出同樣是Y2型、從鄰近出租公屋抽出的豐盛苑及青盛苑，以同一方式出售。但是，由於1985/86財政年度的居屋供應量超過10,000伙，此等類似「綠置居」的居屋出售模式亦暫告一段落。
而在1992年尾，政府在居屋框架下，再推出「選擇租住或購買居所」計劃（原擬撥作出售公屋計劃出售），供合乎資格的出租公屋申請人（以及受整體重建計劃影響的居民）優先購買從出租公屋抽出的和諧式大廈，概念亦與「綠置居」部份相似。首批單位位於裕明苑B座及天愛苑A座，於1992年尾的居屋第十四期丁推出。是次安排亦是「重建置業計劃」及「可租可買計劃」概念的源頭。

### 獨立出售：類似計劃
於1998-99年，政府先後推出「重建置業計劃」及「可租可買計劃」，銷售基本上獨立於居屋，並包含了「綠置居」若干概念，以提升全港市民置業率。由於反應並不熱烈（尤其是冠熹苑無法錄得足額認購，以及彩明苑可租可買部份錄得零認購），兩個計劃最後以失敗告終，分別於2000及2002年結束。

### 獨立出售：綠表置居計劃
2015年，時任行政長官梁振英《施政報告》中建議香港房屋委員會選擇合適的正在興建的公屋項目，以先導計劃形式出售給主要為現有出租公屋租戶及合資格「綠表人士」，是「綠置居」概念第四次獲得實踐，揉合了1980-90年代若干類似計劃的特色。由於首個屋苑景泰苑反應熱烈，繼任的行政長官林鄭月娥於2017年決定將此計劃恆常化。自2021年起，綠置居連同居屋亦將成為租者置其屋計劃剩餘單位出售的第二個途徑。

## 申請資格
「綠置居」採用居屋綠表申請者的定義。惟透過「特快公屋編配計劃」獲配出租公屋單位的人士，則於其出租公屋單位入伙起計三年內不合資格申請「綠置居」。

## 定價機制
「綠置居」的定價機制會顧及以下原則：
- （一）「綠置居」單位提供的折扣率較居屋為高

- （二）目標申請者的負擔能力，是以四人家庭申請出租公屋的入息限額為基準，在按揭與入息比例為百分之四十的情況下，至少一半單位的售價是目標申請者能負擔的

- （三）單位售價一般不應低於成本。

## 銷售安排
房委會一直以《一手住宅物業銷售條例》並無規定需要提供示範單位為理由，並無設置任何示範單位。
取而代之的是，房委會在售樓處提供標準單位的室內間隔模型、建築模型及展板等，同時派發新推售（和重售單位）項目的售樓資料簡介；在正式開始選擇單位前最少七天，向準買家派發完整售樓說明書和價單。
首次出售綠置居計劃單位的售樓處，設於與居屋計劃相同的樂富房委會客務中心。在2018年12月起，申請和銷售事宜改於觀塘開源道建生廣場1樓新開設的售樓處處理。
房委會在每期銷售計劃中，會預留一定數量的配額提供給「家有長者優先選樓計劃」的家庭申請者，並為一人申請者預留部份單位，受屋邨重建計劃影響的租戶可獲得優先擇樓權利。此外，自「綠置居2018」起，所有曾申請對上一期居屋的綠表申請人，只要簽署資料轉移同意書，其申請將同時轉移至綠置居計劃；若有關人士不獲安排或放棄居屋揀樓機會，即可參與綠置居揀樓。
房委會通過「家有初生優先配屋計劃」在2024年4月起生效，在指定時段內有新生嬰兒的申請者，輪候出租公屋的時間可以縮短一年，將自2024年4月1日起生效，申請家庭若有嬰兒於2023年10月25日或以後出生，可優先參與攪珠及揀樓。
此外，若銷售期與個別出租公屋重建期相近，受影響居民亦可按照現行安排，於綠置居計劃獲得絕對優先揀樓資格。

## 選址及推行屋苑
綠置居選址以位處市區或擴展市區（但目前已不限屋邨地區），兼具獨立業權的公屋項目為主要考慮。選址亦包含某些公共設施不涉及昂貴管理費及維修費，轉為綠置居後不會對原有規劃帶來重大影響、項目應是獨立地盤，以及並非短期內落成的公屋項目。此外，自房署於2018年頒布新版本構件式單位設計後，在此以後才開展的公屋項目，若具有潛力撥入綠置居，將採用綠置居版本構件式單位組合。

### 綠表置居先導計劃
- 於2016年10月推出，發售九龍新蒲崗景泰苑，提供857伙。

### 綠表置居計劃2018
- 於2018年12月推出，發售長沙灣東京街麗翠苑（麗森、麗榕、麗棠及麗棋閣），提供2545伙；另外兩座則保留作出租公屋[17]。

### 綠表置居計劃2019
- 於2019年12月推出，發售港島柴灣蝶翠苑[18]及新界青衣青富苑，分別提供828伙及2868伙，合共3,696個單位，並同時重售麗翠苑撻訂單位（共12伙）[19]。

不過蝶翠苑所有單位面積不足400平方呎，以「納米單位」為主。有房委會成員批評今次項目只為增加單位數目，未能讓出租公屋居民改善住屋環境。但是，房委會資助房屋小組主席黃遠輝表示，為顧及出租公屋和綠置居兼容性，無意擴大細單位面積。及後，房委會於同年11月通過銷售安排，定於12月接受申請，翌年4月6日及6月29日起分別進行攪珠及揀樓程序。
由於2020年7月中2019冠狀病毒病第三度爆發，政府暫停揀樓程序至8月31日，同年12月9日安排最後一批單身申請人揀樓。
由於屋苑選址和面積並不理想，加上受局勢及疫情問題影響，綠置居2019僅售出了約85%單位，尚有523伙200呎以下細單位未售出。因此，「綠置居2019」是繼2002年的居屋第24期甲後，18年來再次有資助出售房屋計劃單位未能售罄（不包括售罄後撻訂或回購單位）。

### 綠表置居計劃2021
行政長官林鄭月娥在施政報告2020中公布，將會在2021年出售4,700個綠置居單位，以及租置計劃凍結出租回收所得的約700個單位。全新單位將分為兩期出售，當中首批有2,100伙單位將在5月推出，第二批則有2,600個單位。其後，有消息人士指出如果第一批單位銷情欠佳，第二批單位將考慮恢復為出租公屋。若成功推行，這次銷售將會是繼2002年推出居屋第24期甲之後，相隔19年再有資助出售房屋計劃細分為兩個或以上階段出售。
然而，按照最終實行的銷售安排，綠置居2021僅推一期，並於2021年5月推出，發售九龍鑽石山啟鑽苑第二期，並連同青富苑及蝶翠苑剩餘單位出售。此外，亦會出售從各租置屋邨收回的809個未售單位。
按照已公佈價單，屯門山景邨及黃大仙東頭邨的未售單位數目最多，分別佔84伙及52伙。
此上單位將於2021年5月28日至6月10日間接受申請，並在同年8月10日進行攪珠，10月29日起開始揀樓。
因疫情第五波爆發的緣故，「綠置居2020/21」揀樓程序於2022年1月25日起暫停，直至同年4月21日恢復，而5月6日為最後揀樓日。由於青富苑尚有164個單位仍未售出，該等單位將於同年9月的「特快公屋編配計劃」中，向合資格申請人發售，形式將類似昔日的「可租可買計劃」。

### 綠表置居計劃2022
按照傳媒於2021年12月透露的相關資料，房委會計劃於「綠置居2022」推售近4700個單位，包括上水清濤苑、油塘高宏苑及馬鞍山錦柏苑，並以市價四一折出售，售價79萬至286萬元。上述屋苑曾在發展期間原擬定為相鄰公共屋邨（清河邨、鯉魚門邨及欣安邨）的擴展部分。
因應綠表申請者傾向選擇面積較大及地區較佳的單位，房委會已在情況可行下，盡量減少油塘高宏苑及馬鞍山錦柏苑面積較小單位的數量，但錦柏苑仍有160個面積約185呎「納米單位」，預計明年第三至第四季接受申請。

### 綠表置居計劃2023
按照傳媒於2024年1月透露的相關資料，房委會計劃於「綠置居2023」推出位於長沙灣西北九龍填海區一號地盤麗玥苑，涉及2359個單位，單位面積介乎280平方呎至646平方呎，售價154萬至461萬，當中以371呎至425呎的單位為主，佔46%，另近兩成單位面積介乎452呎至646呎。項目預料2027年落成，將以市價五二折（折扣率48%）出售。
因應政府於2024年3月公佈華富邨第一期重建計劃，受影響的華安及華樂樓居民於「綠置居2023」揀樓時，可按現行政策獲優先資格。
2024年4月17日（星期三）晚上7時已截止申請，暫時計算已收到約4萬9千份申請，包括約3萬5千份「出售居者有其屋計劃單位2023」有效的綠表申請者，毋須就「綠置居 2023」重新遞交申請，以及約1萬4千份網上申請。

### 綠表置居計劃2024
因應彩虹邨重建計劃於2024年12月公佈，政府決定改撥興建中的宏業邨為綠置居屋苑，供受影響住戶優先認購。及後，該邨重新命名為宏緻苑，並於2025年6月納入「綠置居2024」出售。

### 已入選但未安排發售屋苑
- 九龍九龍灣宏勵苑[29][30][31]

### 曾考慮屋邨
其他曾考慮選址包括：
- 九龍長沙灣西北九龍填海區海達邨（沒有選中，於2020-2022年間入伙）
- 新界沙田水泉澳邨部份期數（被否決，於2017年入伙）
- 新界沙田火炭駿洋邨[32][33]（原擬於綠表置居計劃2018推出，後被否決，於2020年9-12月間入伙；部份樓宇曾經因COVID-19疫情，於同年年初被政府徵用作檢疫中心）
- 新界葵涌大窩口尚文苑（原擬於綠表置居先導計劃推出，被否決，已於居屋計劃2019全數售出）
- 新界上水第4/30區二號地盤（簽立地契後由宏緻苑補上，而此屋苑納入彩石邨）[27][34]

此外，政府亦決定從2020年3月11日起，將租者置其屋計劃下屋邨的未售、但已騰空的單位凍結出租，並從2021年起出售，以改善相關屋邨業權分散的問題，同時增加合資格買家的選擇。

## 轉售限制
房委會不會回購「綠置居」單位，但當「綠置居」業主在房委會首次轉讓日期起計首5年內欲出售其單位，房委會會行使《房屋條例》賦予的權力，提名綠表買家。根據《房屋條例》，單位在首次轉讓日期起計首兩年內其售價將訂於房委會出售單位的原價；而在首次轉讓日起計的第3至第5年為經房屋署署長評估的市值扣除購買時的折扣。
到2018年11月，房屋委員會資助房屋小組委員會提出重新收緊轉讓限制，由2019年起推出發售的「綠置居」業主，在首次買入單位起計10年後，才可繳付補價於公開市場轉售單位（即部份恢復1999年6月1日前的資助房屋轉讓限制）。但是，「綠置居」業主可於首次轉讓日期起計首2年，以不高於原來售價轉售予房委會訂明的買家（於「綠置居」而言只限綠表人士通過居屋第二市場購入，但持「白表居屋第二市場計劃」批准書人士不合資格），並於第3年起以自訂價格將單位於居屋第二市場出售，仍較1999年前的第二市場轉讓限制寬鬆（但受限於已簽立的租置屋邨公屋公契相關條款，租置計劃剩餘單位不在此限，仍採用1999-2019年的出售限制）。

## 批評
- 2021年11月底，有市民從綠置居計劃買入景林邨景桃樓一個租置屋邨回收單位，不過落訂後才發現鄰居為長期拾荒者，其單位不但因堆滿垃圾發出惡臭，在公共走廊外亦有大量曱甴出現，嚴重影響公共衞生。同層其他住戶亦指出該單位持續多年的衞生問題一直未有解決，而房署一直推卸責任給物業管理公司下，結果同層其他住戶長期受到困擾。市民不滿房署在放售前沒有安排睇樓，正考慮撻訂。房屋署回覆查詢時指會已經聯絡有關租戶作出警告，但同時指出避免對業主/租戶帶來不便下，不會安排準買家參觀回收單位。[35]